# Karl Kautsky

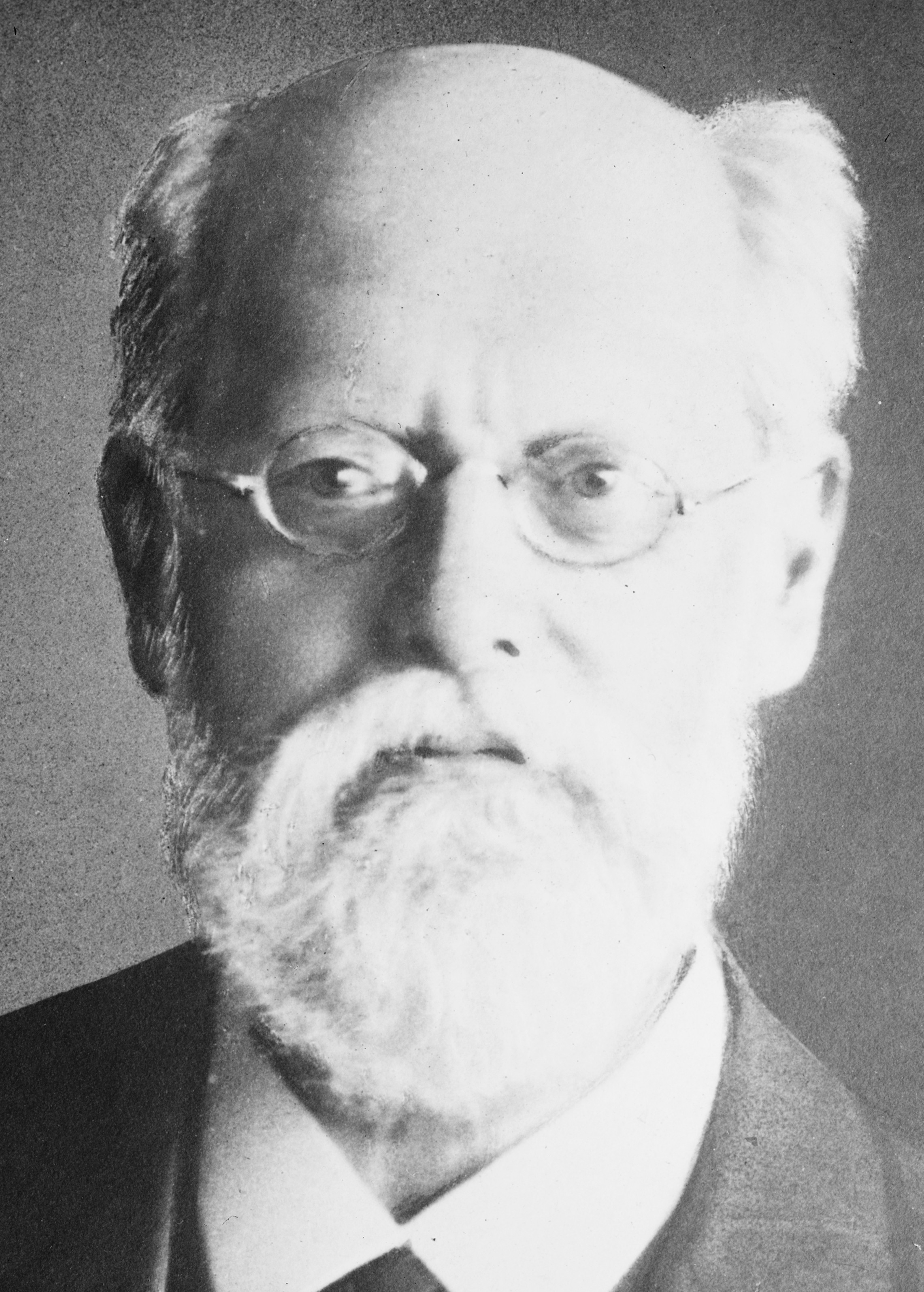
Karl Johann Kautsky

Karl Johann Kautsky (* 16. Oktober 1854 in Prag, Kaisertum Österreich; † 17. Oktober 1938 in Amsterdam, Niederlande) war ein österreichisch-tschechischer Philosoph, marxistischer Theoretiker und sozialdemokratischer Politiker.

## Leben und Schaffen

### Jugend und Politisierung (1854–1879)
Karl Kautsky war der Sohn einer österreichischen Mutter und eines tschechischen Vaters. Seine Mutter Minna Kautsky, geborene Jaich, war Schauspielerin und Schriftstellerin. Sein Vater, Jan Kautsky, arbeitete als Theatermaler. Er war der Onkel des österreichischen Chemikers Hans Kautsky.
1863 zog die Familie in die österreichische Hauptstadt Wien um. Kautsky besuchte das Stiftsgymnasium Melk und das Akademische Gymnasium Wien. In Wien wurde er von Mitschülern und vom Lehrpersonal als „Mischling“ gebrandmarkt und diskriminiert. In Österreich waren zu jener Zeit antislawische Ressentiments bis in die politische Mitte weit verbreitet, was in Kautsky eine tiefe Abneigung gegen die Habsburgermonarchie entfachte und die Unabhängigkeit aller Tschechen zum politischen Ideal seiner Jugend gedeihen ließ, wie er später schreiben sollte.
Während des Deutsch-Französischen Krieges von 1870/1871 sympathisierte er entsprechend mit Frankreich, das er als Verbündeten der tschechischen Unabhängigkeitsbewegung ansah. Während des Aufstands der Pariser Kommune begeisterte sich Kautsky für die Einrichtungen der Kommune, das Ideal der direkten Demokratie, das Volkseigentum. Entsprechend wandte sich sein Interesse dem Sozialismus zu.
In einem autobiografischen Zeitungsartikel gibt er an, dass er sich neben der einschlägigen sozialistischen Literatur auch intensiv mit Heinrich Heine, Henry Thomas Buckle, John Stuart Mill, Charles Darwin, Ernst Haeckel und Max Buchner auseinandergesetzt habe. 1875 schloss sich Kautsky der österreichischen Sozialdemokratie an. Seine Studienfächer Philosophie, Geschichte und Volkswirtschaftslehre an der Universität Wien (Studium seit 1874) waren bereits im Hinblick auf seine politischen Interessen hin ausgewählt worden. Unter anderem deshalb gelang es ihm bereits während seiner Studienzeit, mit unter dem Pseudonym „Symmachos“ verfassten Artikeln zu einem der einflussreichsten Journalisten der sozialdemokratischen Presse zu werden.

### Marxismus und Sozialdemokratie (1880–1899)

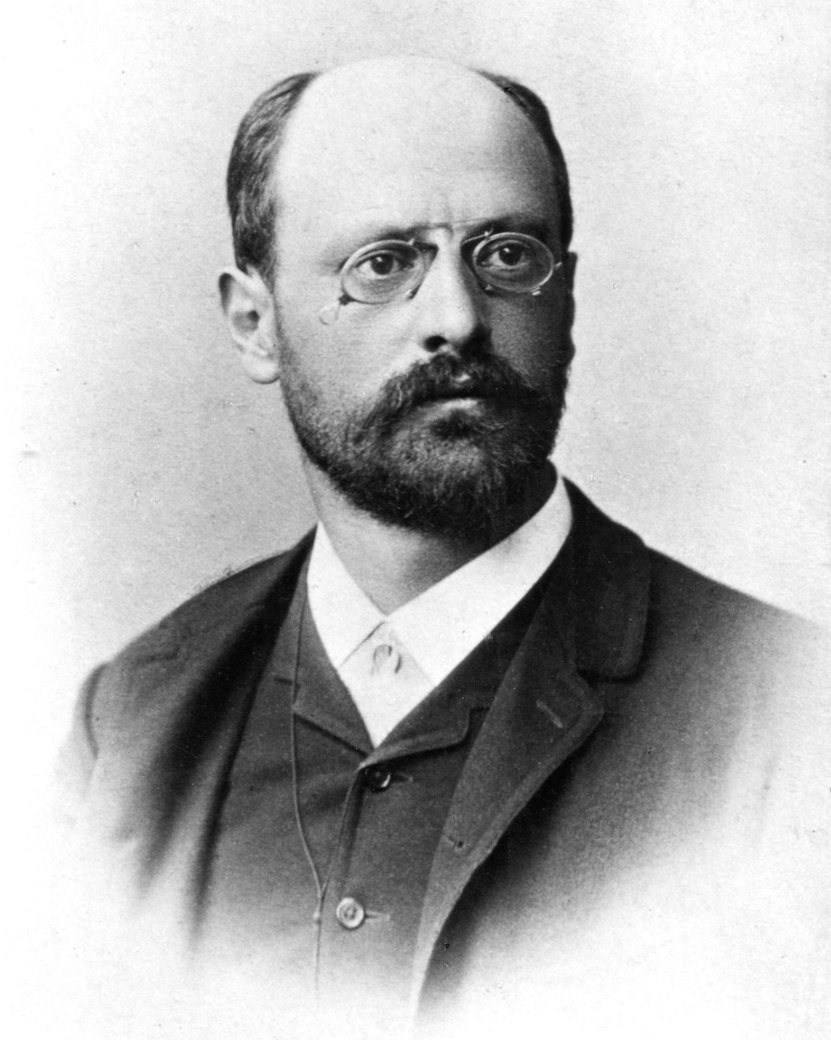
Kautsky vor 1895, aufgenommen im Atelier Angerer

Zwischen 1880 und 1882 war Kautsky Mitarbeiter des Privatgelehrten Karl Höchberg in Zürich. Dort freundete er sich mit dem Sozialdemokraten Eduard Bernstein an und begann sich mit dem Marxismus zu beschäftigen. 1881 lernte er bei einer Reise nach London Karl Marx und Friedrich Engels kennen. 1883 gründete er die Zeitschrift Die Neue Zeit, deren Herausgeber und leitender Redakteur er bis 1917 blieb. Er schrieb politische und historische Studien und wurde zu einer Autorität auf dem Gebiet der Marxschen Theorie.
Von 1885 bis 1890 lebte er in London und war eng mit Friedrich Engels befreundet. Nach dem Fall des Sozialistengesetzes 1890 kehrte er nach Deutschland zurück und lebte von 1890 bis 1897 in Stuttgart, wo Die Neue Zeit erschien. 1891 bereitete er zusammen mit August Bebel und Eduard Bernstein das Erfurter Programm der Sozialdemokratischen Partei Deutschlands (SPD) vor. Auf der Grundlage der marxistischen Theorie strebte er eine sozialistische Gesellschaft in Deutschland an. Nach dem Tode von Friedrich Engels wurde Kautsky der wichtigste und einflussreichste Theoretiker der SPD und stand als Wortführer eines „orthodoxen Marxismus“ an der Seite von August Bebel im „marxistischen Zentrum“ der Partei.

### Revisionismusdebatte und Imperialismuskritik (1900–1914)
1903 profilierte sich Kautsky in der Partei als Kritiker des Bernsteinschen Revisionismus, vermittelte zwischen der reformorientierten Parteiführung und der radikalen Linken. 1909 veröffentlichte er das Buch Der Weg zur Macht. In der Massenstreikdebatte 1910 wandte sich Kautsky gegen Rosa Luxemburgs Revolutionskonzept, das stärker auf spontane revolutionäre Strömungen in der Arbeiterschaft setzte. Im Spätsommer 1914 brach die Parteilinke um Karl Liebknecht, Rosa Luxemburg und Clara Zetkin endgültig mit Kautsky, da dieser beim Ausbruch des Ersten Weltkriegs dem Kriegskurs der SPD-Führung und der Burgfriedenspolitik ihrer Ansicht nach nicht entschieden genug entgegentrat.
Wie Rudolf Hilferding, Hugo Haase, Karl Liebknecht und andere entwickelte Kautsky ab ca. 1900 kritische Positionen zum Gesamtphänomen des Imperialismus, der nur durch den Sozialismus aufgehoben werden könne. 1912 jedoch schwenkte er um und vertrat die These eines möglichen Ultra-Imperialismus, in dem ein Staatenkartell an die Stelle der imperialistischen Konkurrenz treten und somit das Wettrüsten und die Kriegsgefahr beseitigen könne. Lenin kritisierte diese Auffassung ab 1915/17 scharf und warf Kautsky Revisionismus vor.

### Erster Weltkrieg, Novemberrevolution und USPD (1914–1919)

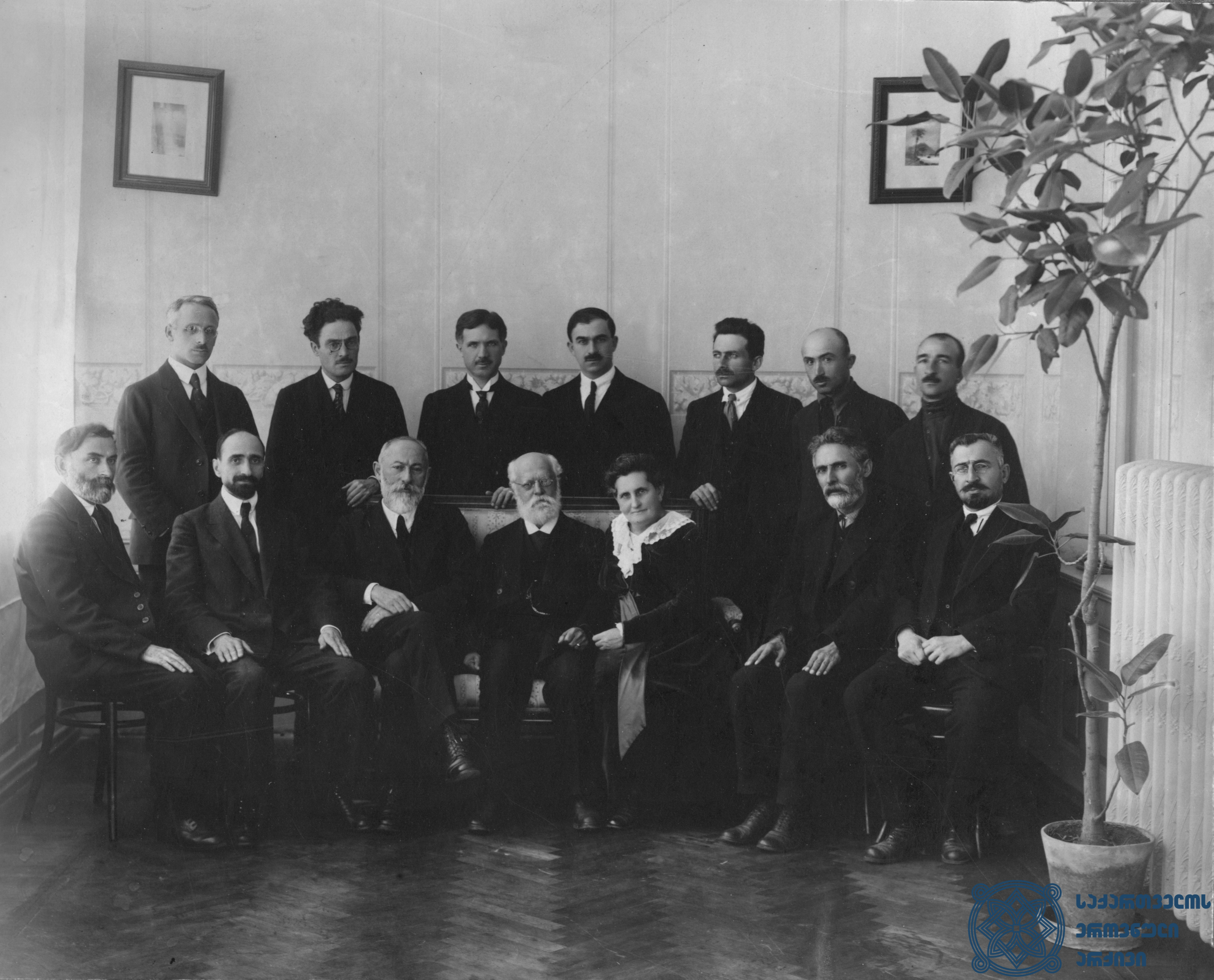
Karl Kautsky mit georgischen Sozialdemokraten in Tiflis, 1920

Im Frühjahr 1916 trat Kautsky gemeinsam mit seinem Freund Hugo Haase und mit seinem früheren Gegner Eduard Bernstein gegen die aggressive deutsche Kriegspolitik auf. Daraufhin wurden alle drei von der Parteiführung isoliert. 1917 gründeten Haase, Wilhelm Dittmann, Kautsky, Bernstein und andere die Unabhängige Sozialdemokratische Partei Deutschlands (USPD), die den Kriegskurs der Reichsregierung und dessen Unterstützung durch die Mehrheitssozialdemokratie bekämpfte.
Durch die Novemberrevolution 1918 wurde Kautsky als Vertreter des Rates der Volksbeauftragten Unterstaatssekretär im Auswärtigen Amt. In monatelanger Arbeit studierte er die Dokumente des Amtes aus dem Jahr 1914 und legte im Februar 1919 eine Denkschrift (Wie der Weltkrieg entstand) über den großen Anteil der deutschen Regierung Bethmann Hollweg an der Kriegsschuld vor. Reichskanzler Philipp Scheidemann verhinderte jedoch eine Veröffentlichung der Denkschrift, weil er glaubte, sie würde der deutschen Position bei den Friedensverhandlungen von Versailles schaden. Erst Ende 1919 wurden die auf Kautskys Sammlung basierenden Deutschen Dokumente zum Kriegsausbruch veröffentlicht – zu spät, um die Verhandlungen in Versailles noch zu beeinflussen. Daneben betätigte sich Kautsky in der ersten Sozialisierungskommission, deren Vorsitz er innehatte.
1918 wandte sich Kautsky scharf gegen die Oktoberrevolution in Russland und begründete dies in der Schrift Die Diktatur des Proletariats. Im Jahr 1918 lehnte Kautsky den Ruf auf die Nachfolge von Lujo Brentano als Professor für Nationalökonomie an der Ludwig-Maximilians-Universität München ab, den in der Folge Max Weber annahm. Als die USPD 1919/20 nach links rückte, war er dort bald isoliert, verließ die Partei 1919 und kehrte 1922 in die SPD zurück.

### Weimarer Republik, Wien, Emigration (1920–1938)
1924 ging Kautsky wieder zurück nach Wien. 1925 war er Mitautor des Heidelberger Programms der SPD, das wieder stärker die prinzipielle Gegnerschaft der Partei zum Kapitalismus betonte, nachdem das Görlitzer Programm von 1921 den Schwerpunkt auf eine Reformpolitik gelegt hatte.
Nach dem „Anschluss Österreichs“ an das nationalsozialistische Deutsche Reich im März 1938 emigrierte Kautsky in die Niederlande und lebte bis zu seinem Tod im Oktober desselben Jahres in Amsterdam.

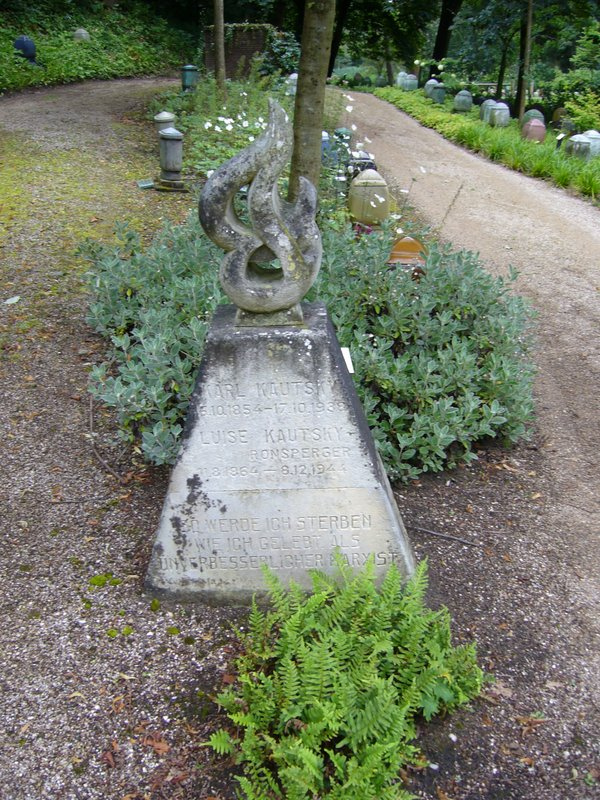
Das Grab von Karl Kautsky auf dem Friedhof Westerveld. Der Grabstein erinnert auch an seine Ehefrau Luise.

### Kautsky als Historiker und Theoretiker
Jenseits seiner politischen Bedeutung als Vertreter des „marxistischen Zentrums“ in den strömungspolitischen Auseinandersetzungen der Sozialdemokratie ist Kautskys bleibende Lebensleistung sein Werk als Historiker und Theoretiker des Marxismus. Kautsky setzte sich etwa intensiv mit Religionsgeschichte auseinander. In seinem Werk Der Ursprung des Christentums setzte er sich mit der evangelischen Theologie und der historischen Jesus-Forschung seiner Zeit auseinander und sah das Urchristentum als plebejisch-proletarische Erweckungsbewegung, die jedoch durch das Papsttum zur Stütze der herrschenden Elite im nach-konstantinischen Rom geworden sei. Vollendet wurde die Entwicklung durch den Zölibat, der die Vererbung und Privatisierung von Kircheneigentum verhinderte; Kautsky interpretierte ihn als Instrument der Kapitalakkumulation. Auch mit der Reformation beschäftigte sich Kautsky intensiv, insbesondere mit den religiös-kommunistischen und utopischen Strömungen wie etwa Thomas Müntzer.

### Persönliches und Andenken

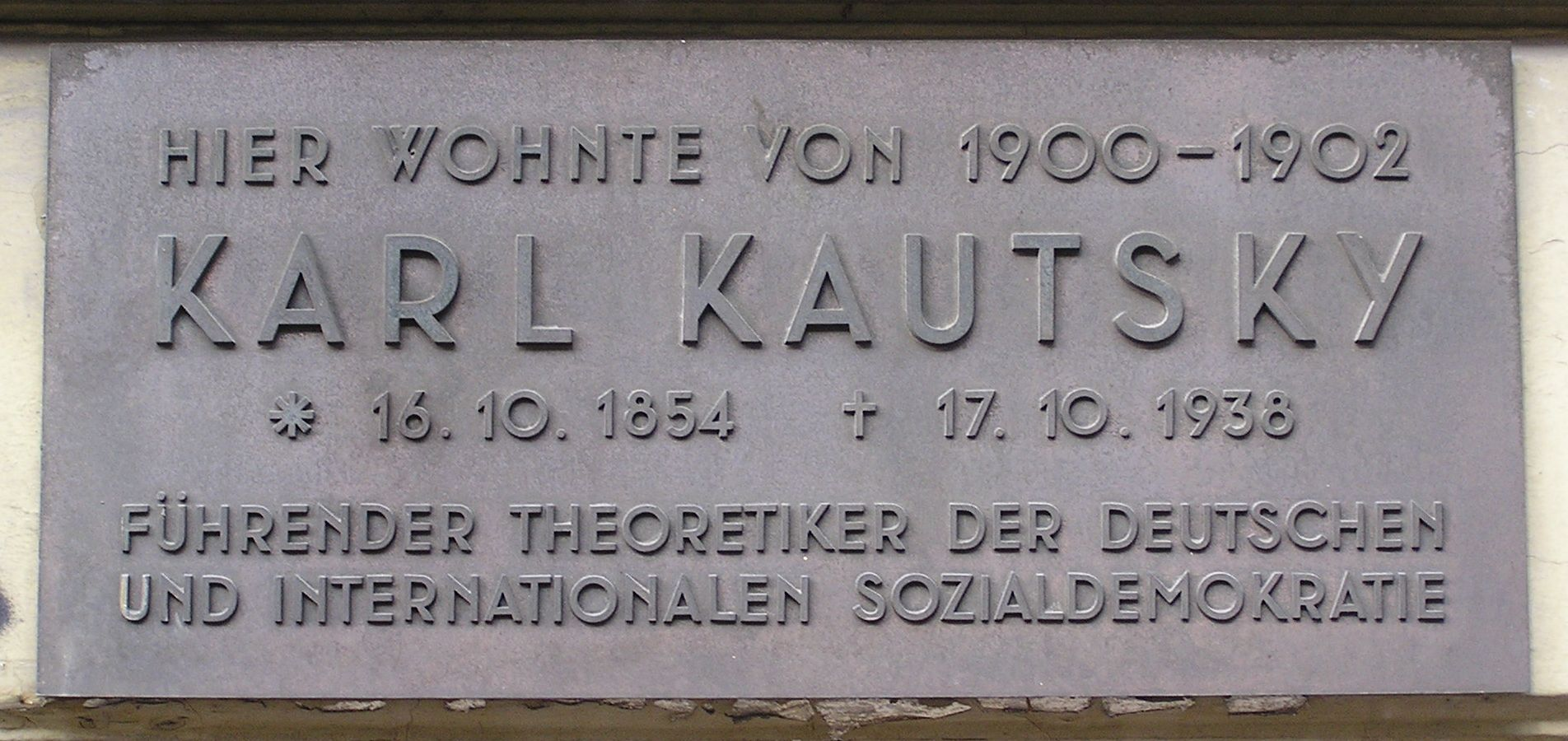
Gedenktafel in der Berliner Saarstraße 14

Kautsky war in erster Ehe von 1883 bis 1889 mit Louise Kautsky, geb. Strasser (1860–1950) verheiratet, die nach der Scheidung Sekretärin von Friedrich Engels in London wurde. Ab 1890 war er mit Luise Kautsky, geb. Ronsperger (1864–1944) verheiratet. Er lebte zwei Jahre in der Berliner Saarstraße 14 in der damals noch eigenständigen Landhauskolonie Friedenau, wo heute eine Gedenktafel an ihn erinnert. Sein Nachlass gelangte durch seine Frau in das Internationale Archiv für Sozialgeschichte in Amsterdam, wohin sie hatte 1938 fliehen müssen.
Karl und Luise Kautsky hatten drei Söhne: den Frauenarzt Karl Kautsky (1891–1938), Felix Kautsky (1892–1953) und den SPÖ-Politiker Benedikt Kautsky (1894–1960). Der Chemiker Hans Kautsky und der österreichische Theatermaler, Bühnen- und Kostümbildner Robert Kautsky waren seine Neffen.
Rosa Luxemburg, die in der nahen Cranachstraße 58 in Schöneberg wohnte, verband eine enge Freundschaft mit Luise Kautsky. Ein langjähriger Wegbereiter und sein Sekretär war Paul Olberg.
Kautsky verwendete für sich selbst den Spitznamen „Baron“. Damit hat er auch seinen letzten Brief an Friedrich Engels unterzeichnet.
Im Jahr 1994 wurde in Wien-Floridsdorf (21. Bezirk) die Kautskygasse nach ihm benannt. Auch die Bremer Karl-Kautsky-Straße in der Vahr trägt seinen Namen.
Im Januar 2010 eröffnete in Kautskys ehemaligem Wohnhaus in Berlin die Sozialistische Jugend Deutschlands – Die Falken ihre Bundesgeschäftsstelle unter dem Namen „Luise & Karl Kautsky-Haus“.
Kautsky wurde sieben Mal für den Friedensnobelpreis nominiert.

## Schriften
Karl Kautskys Nachlass wird vom Internationaal Instituut voor Sociale Geschiedenis in Amsterdam verwaltet.
- Der Einfluß der Volksvermehrung auf den Fortschritt der Gesellschaft. 1880.
- Karl Marx’ ökonomische Lehren. 1887. 13. Auflage 1910: rsl.ru, 14. Auflage 1912: archive.org
- Thomas More und seine Utopie. 1888. (Digitalisat der 2. durchges. Auflage, Stuttgart 1907)
- Friedrich Engels. 1887.
- Die Klassengegensätze von 1789: Zum hundertjährigen Gedenktag der großen Revolution. 1889.
- Das Erfurter Programm in seinem grundsätzlichen Teil erläutert. 1892. Dritte Aufl. 1899 Digitalisat
- Der Parlamentarismus, die Volksgesetzgebung, und die Sozialdemokratie. 1893, archive.org.
- Die Vorläufer des neueren Sozialismus. 1895. (2 Bände)
- Die Agrarfrage: Eine Uebersicht über die Tendenzen der modernen Landwirthschaft und die Agrarpolitik der Sozialdemokratie. 1899. 2. Auflage. 1902 Digitalisat
- Bernstein und das Sozialdemokratische Programm: Eine Antikritik. J. H. W. Dietz Nachf., Stuttgart 1899, Digitalisat.
- Die Soziale Revolution. 1902.
- Ethik und materialistische Geschichtsauffassung. Stuttgart : Diez Nachf. 1906. Digitalisat 6.+7. Tsd. 1910
- Karl Kautsky, Bruno Schönlank: Grundsätze und Forderungen der Sozialdemokratie. 4. Aufl. Berlin 1907, Digitalisat und Volltext im Deutschen Textarchiv.
- Der Ursprung des Christentums. 1908.
- Der Weg zur Macht. 1909.
- Die Wandlungen der Goldproduktion und der wechselnde Charakter der Teuerung. Dietz, Stuttgart 1913, archive.org.
- Rasse und Judentum. 1914
- Nationalstaat, imperialistischer Staat und Staatenbund. 1915.
- Elsaß-Lothringen. Eine historische Studie. Dietz, Stuttgart 1917.
- Die Diktatur des Proletariats. 1918, Digitalisat, 4., unv. Auflg.
- Die historische Leistung von Karl Marx: zum 25. Todestage des Meisters. 2. Auflage 1919, archive.org.
- Wie der Weltkrieg entstand. Paul Cassirer, Berlin 1919. Neuauflage Elektrischer Verlag, Berlin 2013, ISBN 978-3-943889-33-8.
- Terrorismus und Kommunismus. Ein Beitrag zur Naturgeschichte der Revolution. 1919.
- Die Sozialisierung der Landwirtschaft. Mit der Abhandlung Der Bauer als Erzieher von Adolf Hofer, Paul Cassirer, Berlin 1919
- Die Internationale. 1920.
- Georgien, eine sozialdemokratische Bauernrepublik. 1921.
- Die proletarische Revolution und ihr Programm. 1922.
- Die materialistische Geschichtsauffassung. 1927. (2 Bände)
- Krieg und Demokratie. 1932. (3 Bände)
- Grenzen der Gewalt. Aussichten und Wirkungen bewaffneter Erhebungen des Proletariats. Graphia, Karlsbad 1934.
- Erinnerungen und Erörterungen. 1960.

### Zeitgenössisches und Quellen
- Hans Ferdinand Helmot: Kautsky, der Historiker. Das Grünbuch Karl Kautskys „Wie der Weltkrieg entstand“ im Lichte der Kautsky-Akten. Eine kritische Untersuchung. Deutsche Verlagsgesellschaft für Politik und Geschichte, Charlottenburg 1920.
- Karl Renner: Karl Kautsky. Skizze zur Geschichte der geistigen und politischen Entwicklung der deutschen Arbeiterklasse. Ihrem Lehrmeister Kautsky zum fünfundsiebzigsten Geburtstag gewidmet. Verlag J. H. W. Dietz Nachfolger, Berlin 1929.
- Otto Jenssen (Hrsg.): Der lebendige Marxismus. Festgabe zum 70. Geburtstag von Karl Kautsky. Mit Beiträgen von Max Adler, Otto Bauer, Alfred Braunthal, Benedikt Kautsky u. a. Thüringer Verlagsanstalt, Jena 1924 (Reprint Auvermann, Glashütten 1973).
- W. I. Lenin: Die proletarische Revolution und der Renegat Kautsky. In: Lenin: Werke. Berlin 1955–1962, Band 28, S. 225–327.
- Leo Trotzki: Terrorismus und Kommunismus. Anti-Kautsky. Dröge, Berlin 1978, ISBN 3-88191-009-3.

### Biographien und Biographisches
- Harald Koth: Mehr Praxis als Theorie. Karl Kautsky und die Frauen. Verlag am Park in der Edition Ost, Berlin 2023, ISBN 978-3-89793-355-2.
- Harald Koth: Karl Kautsky oder: Der Kirchenvater des Marxismus, Dietz Verlag, Berlin 2022, ISBN 978-3-320-02398-0.
- Ein Leben für den Sozialismus. Erinnerungen an Karl Kautsky. Dietz, Hannover 1954.
- Werner Blumenberg: Werner Blumenberg, Karl Kautskys literarisches Werk. ’s-Gravenhage 1960 (Umfangreichste Bibliografie der Schriften Karl Kautskys).
- Ingrid Gilcher-Holtey: Das Mandat des Intellektuellen. Karl Kautsky und die Sozialdemokratie. Siedler, Berlin 1986, ISBN 3-88680-220-5 (Zugleich: Dissertation, Ruprecht-Karls-Universität Heidelberg, 1985, unter dem Titel: Karl Kautsky – Medium und Macht eines Intellektuellen in der Deutschen Sozialdemokratischen Partei).
- Günter Regneri: Luise Kautsky. Seele des internationalen Marxismus – Freundin von Rosa Luxemburg (= Jüdische Miniaturen. Bd. 134), Hentrich & Hentrich, Berlin 2013, ISBN 978-3-942271-82-0.
- Horst Klein: Zeugnis einer Lebenslangen Freundschaft und geistigen Gemeinsamkeit: der Briefwechsel von Eduard Bernstein und Karl Kautsky 1891 bis 1932. In: Arbeit – Bewegung – Geschichte. Jahrbuch für Forschungen zur Geschichte der Arbeiterbewegung, Jg. 2013, Heft 3.
- Till Schelz-Brandenburg: Im Banne des Marxismus. Der Briefwechsel zwischen Eduard Bernstein und Karl Kautsky 1879 bis 1932. Böhlau, Köln 1992, ISBN 3-412-05892-0 (Zugleich: Dissertation, Universität Bremen 1991).
- Hans-Josef Steinberg: Karl Kautsky und Eduard Bernstein. In: Hans-Ulrich Wehler: Deutsche Historiker. Band 4, Vandenhoeck und Ruprecht, Göttingen 1972, ISBN 3-525-33315-3 (= Kleine Vandenhoeck-Reihe; Band 346/348), S. 429–440.
- Norbert Leser: Kautsky, Karl. In: Neue Deutsche Biographie (NDB). Band 11, Duncker & Humblot, Berlin 1977, ISBN 3-428-00192-3, S. 373 f. (Digitalisat).

### Theorie und politische Wirkung
- Georg Fülberth: Karl Kautskys Schrift ‚Der Weg zur Macht‘ und seine Kontroverse mit dem Parteivorstand der SPD 1909. In: Karl Kautsky: Der Weg zur Macht. Anhang: Kautskys Kontroverse mit dem Parteivorstand. Hrsg. und eingeleitet von Georg Fülberth. Europäische Verlagsanstalt, Frankfurt am Main 1972, ISBN 3-434-45012-2.
- Matthias Lemke: Republikanischer Sozialismus. Positionen von Bernstein, Kautsky, Jaurès und Blum. Campus, Frankfurt am Main / New York, NY 2008, ISBN 978-3-593-38600-3.
- Erich Matthias: Kautsky und der Kautskyanismus. Die Funktion der Ideologie in der deutschen Sozialdemokratie vor dem ersten Weltkrieg. In: Iring Fetscher (Hrsg.): Marxismusstudien, 2. Folge. Tübingen 1956, S. 151–197.
- Hans-Jürgen Mende: Karl Kautsky. Vom Marxisten zum Opportunisten. Studie zur Geschichte des historischen Materialismus. (Hrsg. von der Akademie für Gesellschaftswissenschaft beim ZK der SED). Dietz, Berlin (DDR) 1985, DNB 850538548.
- Jukka Gronow: On the Formation of Marxism. Karl Kautsky’s Theory of Capitalism, the Marxism of the Second International and Karl Marx’s Critique of Political Economy, Brill, Leiden 2016, ISBN 978-90-04-30664-6.
- Yuval Rubovitch: Marxismus, Revisionismus, Zionismus. Eduard Bernstein, Karl Kautsky und die Frage der jüdischen Nationalität. Hentrich & Hentrich Verlag Berlin Leipzig, 2021, ISBN 978-3-95565-376-7.

### Historischer Hintergrund
- Carl E. Schorske: Die große Spaltung. Die deutsche Sozialdemokratie 1905–1917. Olle und Wolter, Berlin 1981, ISBN 3-88395-407-1.
- Ralf Hoffrogge: Sozialismus und Arbeiterbewegung in Deutschland – von den Anfängen bis 1914. Schmetterling, Stuttgart 2011, ISBN 978-3-89657-655-2.